# Rhynchospora diodon
Rhynchospora diodon là loài thực vật có hoa trong họ Cói. Loài này được (Nees) Griseb. miêu tả khoa học đầu tiên năm 1866.